# Nate Mason
Nate Mason (Decatur, 25 luglio 1995) è un cestista statunitense.